# Albert Reynolds
Albert Reynolds, en irlandès Ailbhe MacRaighnaill, (Roosky, comtat de Roscommon, 3 de novembre de 1932 - Dublín, 21 d'agost de 2014) fou un polític irlandès, que ostentà el càrrec de novè Taoiseach (Primer Ministre) de la República d'Irlanda entre l'11 de febrer de 1992 i el 15 de desembre de 1994.
Entre el 1958 i el 1961 creà una empresa promotora de balls populars i el 1967 començà a fer negocis immobiliaris i relacionats amb la indústria càrnia.
Fou escollit parlamentari per primera vegada en 1977 i va retenir el seu escó fins a la seva retirada de la vida política en 2002. Reynolds ha estat Ministre de Correus i Telègrafs (1979 - 1981), Ministre de Transports (1980 - 1981), Ministre d'Indústria i Energia (1982), Ministre d'Indústria i Comerç (1987 - 1988) i Ministre de Finances (1988 - 1991). Es va convertir en el cinquè líder del partit republicà: el Fianna Fáil en 1992.

## Taoiseach
Charles Haughey es va veure obligat a dimitir l'11 de febrer de 1992 com a cap del Fianna Fáil i taoiseach en 1992 després que el líder dels Progressive Democrats (PD), Desmond O'Malley, va dir que la credibilitat de la Coalició formada per Fianna Fáil i PD després de les eleccions al Dáil Éireann de 1989 estava amenaçada, i l'alternativa era la convocatòria d'eleccions generals, sent substituït per Albert Reynolds.
El 15 de desembre de 1993 el primer ministre britànic John Major i Albert Reynolds van fer una declaració conjunta a l'oficina del primer ministre britànic al número 10 de Downing Street, coneguda com la Declaració de Downing Street en la que els dos mandataris manifestaven tant el dret del poble d'Irlanda a l'autodeterminació, com que Irlanda del Nord seria transferida a la República d'Irlanda des del Regne Unit només si la majoria de la seva població estava a favor d'aquest moviment. També incloïa, com a part de la prospectiva de l'anomenada "dimensió irlandesa", el principi de consentiment que el poble de l'illa d'Irlanda tenia el dret exclusiu de resoldre els problemes entre el Nord i el Sud per consentiment mutu, fent possible l'inici de negociacions per a la pacificació d'Irlanda del Nord.